# Обставина
Обста́вина — другорядний член речення, який пояснює слово зі значенням ознаки, виражає якісно-означальну характеристику дії, стану чи позначає, за яких обставин відбувається дія, вказує на спосіб, міру або ступінь вияву дії або ознаки. Типовим, морфологізованим, вираженням обставини є прислівник як? де? коли? звідки? для чого? чому? наскільки? якою мірою? Обставина може виражатися відмінковими формами іменника з прийменниками або без них, дієприслівником, інфінітивом і фразеологічними зворотами прислівникового значення. Підкреслюється на письмі штрихпунктиром: _ . _ . _ . _    .
На противагу додатку й означенню обставину виділяють, передусім, за значеннєвими показниками. До специфічних формальних ознак обставини належать формально-синтаксична автономність її у структурі простого речення і тісно пов'язана з нею граматична спрямованість обставинних компонентів до синтаксичної та морфологічної адвербіалізації.
Термін запроваджено в 30-х рр. 20 ст. у підручниках української мови для середньої школи.

## Семантичні і формальні ознаки обставини
Серед другорядних членів речення обставина виділяється найбільш розгалуженою сукупністю значень і тісними взаємозв'язками зі структурою складного речення. Вона має такі диференційні семантичні і формальні ознаки:
1. виступає другорядним членом речення;
2. передає обставинні відношення;
3. виражається прислівниками, дієприслівниками, відмінковими і прийменниково-відмінковими формами іменників, інфінітивом;
4. може підпорядковуватися дієслову, прикметникові й предикативному прислівникові (словам категорії стану), а також предикативному центрові (підметово-присудковій основі двоскладного речення або головному членові односкладних речень із залежними від нього прислівними другорядними членами);
5. поєднується з опорним словом або предикативним центром речення підрядним зв'язком, способом (формою) підрядного зв'язку — приляганням;
6. виступає у різних позиціях, частіше — на початку речення і в постпозиції;
7. при актуальному членуванні речення виявляє позиційну незакріпленість (може входити як до складу теми, так і до складу реми або виражати ці позиції самостійно).

## Типи обставин
Відповідно до значення відокремлюють такі види обставин:
- місця: (де? куди? звідки?) — Я прийшов додому.
- часу: (коли? відколи? доки?) вказують на час дії, стану, ознаки. — Завтра вставати рано. Темної ночі переведено його в темний покій (Панас Мирний); Так коло півночі Яким їх покликав (М. Коцюбинський).
- мети: (для чого? з якою метою?) означають мету дії. — Ми поїхали на відпочинок. Погонич зумисне гнав коні з усієї сили (І. Нечуй-Левицький);
- причини писання : (чому? з якої причини?) означають або причину, або підставу дії, або причину виникнення стану. — Він зрадів, побачивши сина. Спохвату ляпнувши про дівчину, він одразу ж завагався був…(А. Головко).
- умови: (за якої умови?) означають умову, за якої відбувається дія. — Лежачи й сокира іржавіє. Не спитавши броду, не лізь у воду (народна приказка).
- допустовості: (незважаючи на що?) означають умову, усупереч якій щось відбувається. — Було душно, незважаючи на таку рань. І подам вам раду щиру: і при щасті знайте міру (Л. Глібов).
- способу дії: (як? яким способом?) позначають якість дії, стану, ознаки або вказують на різні способи здійснення дії чи ознаки або вияву ознаки. — Він поїхав поїздом. Тихо пливе блакитними річками льон (М. Коцюбинський); Тепер іду я без дороги, без шляху битого (Т. Шевченко); На чорному фоні неба заблищали стрілами блискавки (І. Нечуй-Левицький).
- міри  і ступеня: (наскільки? у якій мірі?) характеризують дію, стан чи ознаку за ступенем або мірою їх вияву — Це мені знайоме до болю; Вона вміла дуже добре куховарити (І. Нечуй-Левицький); Шляхом на цілий кілометр розтягнулась танкова колона (О. Гончар); Лінивий двічі ходить, скупий двічі платить (народна приказка).

Перелічені основні різновиди обставини можна об'єднати у дві групи:
1. власне-обставинну, з якою пов'язані значення часу, причини, мети, умови й подібне;
2. обставинно-означальну, побудовану за прикметниковою моделлю (характеризується атрибутивним значенням).

Першій (основній) групі притаманні такі формально-граматичні особливості, як детермінант, (не прислівний) підрядний зв'язок із предикативною основою простого речення і домінування у детермінантній позиції прийменниково-відмінкових форм, наприклад: «У суботу в молодої Та великий збір» (Леся Українка); «Перед від'їздом ще раз навідалась до дядька Ягора і знов не застала» (Олесь Гончар); «Опісля того й Морозиха зібралася в дорогу» (Богдан Харчук); «Все те в ньому з колиски» (Юрій Мушкетик); «Од світла квітів сяє її чоло тружденне» (Дмитро Павличко).
Для другої групи характерний прислівний підрядний зв'язок, переважна залежність від дієслівного присудка або співвідносного з ним головного члена односкладних речень і широке використання відприкметникових морфологізованих прислівників, наприклад: «Гей, рясно всипте цвітом шлях, У дзвони задзвоніте!» (Павло Тичина); «Голосно луна Своїм биттям те серце і донині» (Максим Рильський); «І знову тихо погашу ялинку…» (Ліна Костенко).
У деяких випадках обставини можуть наближатися до додатка. Іменник з конкретним предметним значенням більше тяжіє до додатка, а іменник з менш конкретним значенням – до обставини. НАПРИКЛАД: 1. Дівчата йшли між хлібами. 2. Біля лавки лежало кошеня.
У першому реченні компонент «між хлібами» є обставиною; у другому реченні компонент «біля лавки» має більше ознак додатка. 

## Частини мови, які можуть виступати у ролі обставини
Обставини виражаються:
- прислівниками: Спросоння він голосно закричав.
- іменником (із прийменником або, рідше, без нього): Він поїхав поїздом.
- дієприслівником, дієприслівниковим зворотом: Він зрадів, побачивши сина.
- неозначеною формою дієслова: Він прийшов послухати.
- словосполученням: Люди стоять у три ряди.